# 池永正明
池永 正明（いけなが まさあき、1946年8月18日 - 2022年9月25日）は、日本のプロ野球選手。山口県豊浦郡豊北町（現：下関市）出身。
高校卒業後に西鉄ライオンズへ入団し、5年間で99勝を挙げて通算300勝の記録達成も射程圏内と言われたが、1970年の「黒い霧事件」にて八百長が認定され、永易将之・森安敏明らと共に永久追放処分とされた。

## 経歴

### プロ入りまで
1946年8月18日に、漁師で宮相撲の横綱を張ったこともある父親のもとに生まれる。中学生の頃から100メートル競走で11秒8を記録し、全日本中学校通信陸上競技大会の三種競技（100メートル競走・走高跳・砲丸投げ）で日本一に輝いたという。
下関商業高等学校では投手として3回の甲子園出場を果たす。1963年、2年生時の春の選抜では、北海道代表として春夏通じて初めて決勝に進んだ北海高と対戦し、相手エース吉沢勝を打ち崩してチーム初優勝を遂げた。さらに同年夏の選手権も決勝に進み、和田徹を打の主軸とする明星高との対戦は1点を争う接戦となるが、初回の2失点を逆転できず準優勝に終わった。8月末から和田、小川亨らとともに全日本高校選抜の一員としてハワイ遠征に参加した。3年生となった1964年の春の選抜は、初戦となった2回戦でエース橋本孝志を擁する博多工に敗れ、同年夏は県大会長門地区予選の2回戦で、亀井進を擁する早鞆高に敗退し甲子園出場は叶わなかった。なお早鞆高はそのまま第46回全国高等学校野球選手権大会に出場を果たし、準優勝と健闘している。

### 西鉄のエースとして活躍
池永は、読売ジャイアンツ・南海ホークス・西鉄ライオンズから注目を集めるなど争奪戦となり、なかでも巨人や南海は監督の川上哲治や鶴岡一人が自ら交渉に乗り出すが、1965年に、のちにプロゴルファーへ転向する「ジャンボ尾崎」こと尾崎正司と共に西鉄ライオンズへ入団する。
1年目の1965年は開幕5試合目から先発を任され、20勝10敗、防御率2.27（リーグ5位）の好成績を挙げて新人王を獲得、故障で中継ぎへ配置転換された稲尾和久に代わるエースとして活躍した。同期入団の尾崎は池永の姿を見て「あんな凄いヤツがいたんじゃ、オレが野球で成功するのは無理だと思った」と語っており、野手転向を考えた後にプロゴルファーへの転身を決意するきっかけになったという。一方で池永も、新人王受賞時には「自分は野球選手以外の職業になることは考えたことが無いし、これが天職」と述べている。1966年はリーグ最多の36試合に先発して15勝14敗。1967年は23勝14敗で最多勝利のタイトルを獲得する。1968年も23勝13敗、防御率2.45（リーグ3位）と好成績を残す。新人から5年連続でオールスターゲームに出場し、セントラル・リーグを無失点に抑えた。
池永は入団から僅か5年間で通算99勝を挙げており、このままいけば通算300勝達成は充分に射程圏内とも言われた。また、当時のパシフィック・リーグは指名打者制度の導入前で投手も打者として打席に入っており、通算で13本の本塁打も放っている。このように池永は打撃も魅力な投手という点でも稲尾と似ており、名実共に稲尾の後継者として期待され、池永も期待通りの活躍を見せていた。

### 黒い霧事件
1969年も18勝11敗、防御率2.57と変わらぬ活躍を見せるが、同年オフに黒い霧事件が発生したことで池永自身や周囲の環境が大きく変わっていく。
事の発端となったのは、7月の対南海ホークス戦（大阪スタヂアム）において、投手の永易将之が打ち込まれたにもかかわらず悪びれた様子を見せないのを球団社長の国広直俊が目の当たりにし、国広ら球団上層部が「自軍に八百長を演じている選手がいるのではないか」という疑惑を抱いて調査が始まったことである。その結果、主砲のカール・ボレスからの「わざとエラーする選手がいる」という証言もあって、永易が暴力団関係者から依頼されてわざと試合に負ける「敗退行為（八百長）」を行っていた疑いが強まり、国広は永易本人を呼んで問いただした。永易は肯定も否定もせずに震えているだけだったため、国広は永易の態度を見て八百長を演じていたと確信したという。
その直後から永易は行方不明となるが、永易と取材を通じて面識があった記者の大滝譲司によって、永易本人への接触を経て永易の「告白」として週刊誌や各紙への記事掲載が続けられる。そして、1970年4月6日の「内外タイムス」による独占スクープにおいて、永易が「親しいチームメイトのY投手から頼まれた」「Y投手に頼んだのはHさんと言って、M投手の知人で僕も知っている人」「Yから頼まれてF選手を止めた」「Y投手が止めたM捕手とM選手は共に30万ずつ渡したそうです」「HさんはI投手にやらせたくて、Iと親しい中日の田中勉さんに頼んで100万円を田中さんに渡したのを知っています」と、田中は実名で、それ以外の選手はイニシャルで名前が挙がった。これに対し、共同通信はこの「独占スクープ第4弾」でイニシャルで掲載された選手を実名で挙げた記事を配信した。
共同通信による実名報道によって八百長騒動はさらに大きく広がりを見せ、4月7日の日刊スポーツと報知新聞、4月8日のスポーツニッポンなどの各主要スポーツ紙や、共同通信の配信を受けている東京タイムズや一部の地方紙にも掲載されたほか、4月7日の内外タイムスは同紙記者による益田昭雄と池永本人のインタビュー記事を掲載した。このインタビューの時点では、池永は益田と共に八百長を否定したが、池永は球団から「お前らは黙ってろ! 我々上（層部）の者が解決する」という話があったことを認めた。
4月11日には永易本人が半年ぶりに姿を見せて記者会見を開き、その場で改めて永易の口から池永を含む西鉄の所属選手6名の実名が公表された。これを受けて5月からは西鉄球団による事情聴取が相次いで行われ、その間に予定が組まれていた試合については関与したとされる6名全員の試合出場を5月いっぱい見合わせた。事情聴取の度に池永らは全員が関与を否定するも、永易の後述によって名が浮上した田中がオートレースの八百長で東京地方検察庁特別捜査部に逮捕され、取り調べにおいて池永に対して現金100万円で八百長を依頼していたと供述した。この供述によって一貫して金銭授受による八百長を否定していた池永の立場は悪くなり、5月10日に福岡市内にあった西鉄の室内練習場において、報道陣に対して田中から100万円をもらったことを認めた。しかしそれでも「絶対に八百長などしていない。先輩である田中から『預かってくれ』と言われた金を押入れに仕舞っていたいただけだ」と主張し、刑事事件としては池永は不起訴処分となった。
しかし日本野球機構は5月16日にパシフィック・リーグの理事会を開催し、長時間にわたる会議で西鉄の6名の選手に対する処分を討議した。その後、裁定案をコミッショナーへ提出し、5月20日のコミッショナー委員会による討議を経て5月25日に記者会見を開き、池永と益田、与田順欣を最も重い「永久追放処分」とすることを発表した。理由として、
1. 池永が依頼金を受け取って返さなかったこと（＝八百長を承諾したと見なされた）
2. 八百長に勧誘された事実を事務局へ速やかに通報しなかった
3. 実際に1969年シーズン終盤に短いイニングで降板した試合が2試合あったこと

などとされた（1と2が当時の野球規約第355条に違反）。
同じく永久追放処分となった益田と与田は、「池永が自分らと同じ処分なんて球界の損失だ。あのような投手はもう出てこない」と涙ながらに訴えたが、処分は変わらなかった。

### 永久追放後
プロ野球を永久追放された池永は、福岡市博多区の繁華街・中洲にてバー「ドーベル」を2007年まで営んでいた。そこへ訪れた現役時代のファンが、店内のトイレに池永を激励するコメントをマジックインキで書いたことが発端となり、トイレは池永へのコメントで埋め尽くされた。
これ以降、西鉄の先輩である稲尾や豊田泰光、同期入団だった尾崎、親交のある小野ヤスシ・なべおさみ・大橋巨泉らが中心となり、池永の処分取り消しを求める署名運動などが幾たびに行われ、国会でも取り上げられるなど広範囲に渡る支援が行われた。2001年には当時読売ジャイアンツのオーナーだった渡邉恒雄も「いつまで永久追放にしているんだ?」と問題提起するなど、21世紀に入ると次第に「池永復権運動」が大きく広がって行った。
同年にはプロ野球マスターズリーグが発足し、福岡ドンタクズの監督に稲尾が就任した。稲尾は「もう一回、池永をマウンドに立たせてやりたいし、またファンの人にも見て欲しいから」と池永に投手として参加を要請すると、池永はマスターズリーグに加入することを決意し、31年ぶりに公の場に姿を現した。マスターズリーグの運営に日本野球機構は関与しておらず、全国野球振興会（プロ野球OBクラブ）の全面協力で行われており、池永の出場に支障は無かった。池永は発足の記者会見で抱負を語る一方、「もういい加減、許していただけないだろうか」と切実な思いを語っている。12月には福岡ドームにて31年ぶりにファンの前で投球を披露し、この加入で復権運動の風向きが大きく変わった。

### 復権
2004年に就任した根来泰周コミッショナーは、池永の復権について「野球協約に想定がない。復権には規定が必要で、手続き的な問題を整備しないといけない」と、早期復権が難しいことは認めながらも、「無期懲役の服役囚でも15～20年で仮釈放されるのが普通。永久追放というのはちょっと。（野球界にも）仮釈放がないものかと思う」と語り、野球協約の改正による復権に前向きな姿勢を示す。
そして、2005年3月16日のプロ野球オーナー会議で、永久追放処分を受けた元選手らに対する復権について野球協約が改正され、永久失格者は15年、無期失格者は5年経過後、本人からの申請を受けてコミッショナーの判断で解除が可能になったことから、池永にとって野球界復帰の道が開かれることになり、同年4月25日に日本野球機構は池永に対する処分を解除することを発表した。これによって池永は、1970年以来35年ぶりに復権した。
その後の池永はプロ野球指導者・野球解説者・評論家としての活動が可能になり、2008年からはアール・エフ・ラジオ日本の野球解説者として「週刊ベースボール」の解説者名鑑に記載されたが、実際には出演が無かった。同年11月には、山本譲二が総監督を務める社会人野球チーム「山口きららマウントG」の監督に就任することが発表されたほか、2007年に急逝した稲尾に代わって「福岡ドンタクズ」の監督を、活動を停止する2009年まで務めた。
2011年8月16日には、TVQ九州放送「TVQスーパースタジアム」にゲスト出演し、初めて解説を担当した。
2022年9月25日、がんのため死去した。76歳没。

## 選手としての特徴
抜群の身体能力に加えて、頭脳的な投球もできるクレバーさを持ち合わせており、張本勲（東映フライヤーズ）は「ピッチャーの投球パターンは『過去のデータを見て決める』『その試合前までの打席の状況から決める』『その場のひらめきで決める』の3通りあるが、池永はそれが全部可能だった。力と技を併せ持った凄いピッチャーだった」と絶賛している。反対に、池永自身も張本を「あの人だけは別格だった」と評している。2022年に池永が死去した際にもコメントで張本は「黒い霧とかで、あおりはあったけど250勝はできた」と評価している。
池永はさらに、投球だけでなく打撃や守備も優れており、選手兼任監督だった中西太は投手の池永を6番で起用する策を取ったこともある。中西は「池永は20勝確実だから投手をやらせているが、15勝クラスの投手なら打者に転向させる」と言ったほど、池永の野球センスを評価していた。俊足でもあり、走者となると盗塁を見せることもあった。
池永と1967年のオールスターゲーム第1戦（明治神宮野球場）でバッテリーを組んだ野村克也（南海ホークス）は、セ・リーグの強打者を相手に2ボール0ストライクから外角へスライダーを投じ、引っ掛けさせて内野ゴロに仕留めた投球術に感心し、後年に野村が監督に就任して「ID野球」を提唱した際には、池永の投球術を参考にしたという。一方、西鉄でバッテリーを組んだ村上公康は池永の投球について「相手をねじ伏せる気迫を持っていて変化球が多かったが、打たせて取るという消極的な感じではなく、討ち取るのだという気迫に溢れていた。ピッチングは抜くときは抜くが、入れ込むと怖いものだった。球は速いのあり、遅いのあり、遠くのあり、近くのありで、相手を手玉に取る素晴らしいコンビネーションで投げた」と語っている。
西鉄のトレーナーが試合後に池永の筋肉を触って「まるで搗きたての餅だ」と発したことがある。連投しても好投した背景にはこの柔らかい筋肉があったが、池永を慕っていた後輩の東尾修は「（1969年シーズンの時点で）かなり肩を痛めていて、登板前は投球練習の代わりにお灸を据えていた」と語っている。

## 詳細情報

### 年度別投手成績
| 年 度     | 球 団     | 登 板 | 先 発 | 完 投 | 完 封 | 無 四 球 | 勝 利 | 敗 戦 | セ 丨 ブ | ホ 丨 ル ド | 勝 率 | 打 者 | 投 球 回 | 被 安 打 | 被 本 塁 打 | 与 四 球 | 敬 遠 | 与 死 球 | 奪 三 振 | 暴 投 | ボ 丨 ク | 失 点 | 自 責 点 | 防 御 率 | W H I P |
| --------- | --------- | ----- | ----- | ----- | ----- | -------- | ----- | ----- | -------- | ----------- | ----- | ----- | -------- | -------- | ----------- | -------- | ----- | -------- | -------- | ----- | -------- | ----- | -------- | -------- | ------- |
| 1965      | 西鉄      | 47    | 30    | 14    | 3     | 0        | 20    | 10    | --       | --          | .667  | 980   | 253.2    | 174      | 12          | 59       | 2     | 5        | 156      | 2     | 1        | 76    | 64       | 2.27     | 0.92    |
| 1966      | 西鉄      | 47    | 36    | 13    | 4     | 3        | 15    | 14    | --       | --          | .517  | 1060  | 267.2    | 207      | 14          | 61       | 1     | 9        | 139      | 1     | 0        | 81    | 65       | 2.18     | 1.00    |
| 1967      | 西鉄      | 54    | 40    | 19    | 6     | 2        | 23    | 14    | --       | --          | .622  | 1359  | 335.1    | 300      | 16          | 81       | 6     | 16       | 203      | 3     | 0        | 102   | 86       | 2.31     | 1.14    |
| 1968      | 西鉄      | 47    | 36    | 22    | 6     | 4        | 23    | 13    | --       | --          | .639  | 1231  | 305.0    | 251      | 20          | 90       | 9     | 8        | 161      | 4     | 0        | 95    | 83       | 2.45     | 1.12    |
| 1969      | 西鉄      | 34    | 32    | 21    | 4     | 4        | 18    | 11    | --       | --          | .621  | 1065  | 263.1    | 232      | 22          | 58       | 3     | 14       | 105      | 1     | 0        | 87    | 75       | 2.57     | 1.10    |
| 1970      | 西鉄      | 9     | 5     | 3     | 1     | 0        | 4     | 3     | --       | --          | .571  | 204   | 52.1     | 38       | 4           | 13       | 4     | 2        | 29       | 0     | 0        | 17    | 15       | 2.60     | 0.97    |
| 通算：6年 | 通算：6年 | 238   | 179   | 92    | 24    | 13       | 103   | 65    | --       | --          | .613  | 5899  | 1477.1   | 1202     | 88          | 362      | 25    | 54       | 793      | 11    | 1        | 458   | 388      | 2.36     | 1.06    |

- 各年度の太字はリーグ最高

### タイトル
- 最多勝利：1回 （1967年）

### 表彰
- 新人王 （1965年）

### 記録
初記録
- 初登板・初先発登板：1965年4月15日、対南海ホークス2回戦（平和台野球場）
- 初勝利：1965年4月25日、対阪急ブレーブス3回戦（小倉球場）

その他の記録
- オールスターゲーム出場：5回 （1965年 - 1969年）

### 背番号
- 20 （1965年 - 1970年）

## 関連書籍
- 笹倉明『復権 池永正明、35年間の沈黙の真相』文藝春秋
- 蕪木和夫『幻の300勝投手・池永正明 〜永久追放は正しかったか〜』銀星出版社
- スポーツニッポン西部本社編『記者たちの平和台』葦書房